# Long (Cameroun)
Pour les articles homonymes, voir Long.
Long est un village du Cameroun situé dans la région de l'Est et dans le département du Haut-Nyong. Long fait partie de la commune de Messok et du canton de Ndjem du Sud-Est.

## Population
Lors du recensement de 2005, Long comptait 834 habitants, dont 451 hommes et 383 femmes.
À la suite du recensement de 1964-1965, on dénombrait 673 habitants à Long.

## Infrastructures
En 1965 Long se trouvait sur la Piste auto de Zoulabot II vers Kamelon. Il y avait un marché périodique et une école officielle à cycle incomplet.